# Skakåbninger
Dette er en Oversigt over skakåbningerne, således som disse klassificeres i Skak-encyclopædien - ECO. 
Se også skak og åbningsspillet i skak.
| Portal | Portal:Skak |

## A
- A00 Irregulære åbninger
- A01 Nimzowitsch-Larsen angreb
- A02 Birds åbning
- A03 Birds åbning
- A04 Réti åbning
- A05 Réti åbning, 2..Sf6
- A06 Réti åbning, 2..d5
- A07 Réti åbning, Kongeindisk angreb (Barcza system)
- A08 Réti åbning, Kongeindisk angreb
- A09 Réti åbning, 2..d5 3. c4
- A10 Engelsk
- A11 Engelsk, Caro-Kann forsvar
- A12 Engelsk, Caro-Kann forsvar
- A13 Engelsk
- A14 Engelsk, Neo-Katalansk afslået
- A15 Engelsk, 1...Sf6 (Anglo-Indisk forsvar)
- A16 Engelsk
- A17 Engelsk
- A18 Engelsk, Mikenas-Carls variant
- A19 Engelsk, Mikenas-Carls, siciliansk variant
- A20 Engelsk
- A21 Engelsk
- A22 Engelsk
- A23 Engelsk, Bremen system, Keres variant
- A24 Engelsk, Bremen system med 3...g6
- A25 Engelsk, siciliansk med omvendte farver
- A26 Engelsk, lukkede system
- A27 Engelsk, trespringer-system
- A28 Engelsk, firspringer-system
- A29 Engelsk, firspringer-system, kongefianchetto
- A30 Engelsk, symmetrisk variant
- A31 Engelsk, symmetrisk, Benoni opstilling
- A32 Engelsk, symmetrisk
- A33 Engelsk, symmetrisk
- A34 Engelsk, symmetrisk
- A35 Engelsk, symmetrisk
- A36 Engelsk, symmetrisk
- A37 Engelsk, symmetrisk
- A38 Engelsk, symmetrisk
- A39 Engelsk, symmetrisk, hovedvariant med d4
- A40 Dronningebondespil
- A41 Dronningebondespil
- A42 Moderne forsvar, Averbakh system
- A43 Gammelt Benoni forsvar
- A44 Gammelt Benoni forsvar
- A45 Dronningebondespil
- A46 Dronningebondespil
- A47 Dronningeindisk forsvar
- A48 Kongeindisk, Øst-indisk forsvar
- A49 Kongeindisk, fianchetto uden c4
- A50 Dronningebondespil
- A51 Budapestergambit afslået
- A52 Budapestergambit
- A53 Gammelindisk forsvar
- A54 Gammelindisk, ukrainsk variant
- A55 Gammelindisk, hovedvariant
- A56 Benoni forsvar
- A57 Benkö gambit
- A58 Benkö gambit modtaget
- A59 Benkö gambit, 7. e4
- A60 Benoni forsvar
- A61 Benoni forsvar
- A62 Benoni, fianchetto variant
- A63 Benoni, fianchetto variant, 9...Sbd7
- A64 Benoni, fianchetto variant, 11...Te8
- A65 Benoni, 6. e4
- A66 Benoni, bondestorm-variant
- A67 Benoni, Taimanov variant
- A68 Benoni, firbonde-angreb
- A69 Benoni, firbonde-angreb, hovedvariant
- A70 Benoni, klassisk med e4 og Sf3
- A71 Benoni, klassisk, 8.Lg5
- A72 Benoni, klassisk uden 9. O-O
- A73 Benoni, klassisk, 9. O-O
- A74 Benoni, klassisk, 9...a6, 10. a4
- A75 Benoni, klassisk med ...a6 og 10...Lg4
- A76 Benoni, klassisk, 9...Te8
- A77 Benoni, klassisk, 9...Te8, 10.Sd2
- A78 Benoni, klassisk med ...Te8 og ...Sa6
- A79 Benoni, klassisk, 11. f3
- A80 Hollandsk åbning
- A81 Hollandsk forsvar
- A82 Hollandsk, Staunton gambit
- A83 Hollandsk, Staunton gambit, Stauntons linje
- A84 Hollandsk forsvar
- A85 Hollandsk med 2. c4 og 3. Sc3
- A86 Hollandsk med 2. c4 og 3. g3
- A87 Hollandsk, Leningrad, hovedvariant
- A88 Hollandsk, Leningrad, hovedvariant med 7...c6
- A89 Hollandsk, Leningrad, hovedvariant med Sc6
- A90 Hollandsk forsvar
- A91 Hollandsk forsvar
- A92 Hollandsk forsvar
- A93 Hollandsk, Stonewall, Botwinnik variant
- A94 Hollandsk, Stonewall med La3
- A95 Hollandsk, Stonewall med Sc3
- A96 Hollandsk, klassisk variant
- A97 Hollandsk, Ilyin-Genevsky variant
- A98 Hollandsk, Ilyin-Genevsky variant med Dc2
- A99 Hollandsk, Ilyin-Genevsky variant med b3

## B
- B00 Kongebondespil
- B01 Skandinavisk
- B02 Aljechins forsvar
- B03 Aljechins forsvar
- B04 Aljechins forsvar, Moderne variant
- B05 Aljechins forsvar, Moderne variant, 4...Lg4
- B06 Robatsch (Moderne) forsvar
- B07 Pirc forsvar
- B08 Pirc, Klassisk (Tospringer-) system
- B09 Pirc, østrigsk angreb
- B10 Caro-Kann forsvar
- B11 Caro-Kann, Tospringer, 3...Lg4
- B12 Caro-Kann forsvar
- B13 Caro-Kann, Afbytningsvariant
- B14 Caro-Kann, Panov-Botvinnik angreb, 5...e6
- B15 Caro-Kann forsvar
- B16 Caro-Kann, Bronstein-Larsen variant
- B17 Caro-Kann, Steinitz variant
- B18 Caro-Kann, Klassisk variant
- B19 Caro-Kann, Klassisk, 7...Sd7
- B20 Siciliansk forsvar
- B21 Siciliansk, Grand Prix angreb og Smith-Morra Gambit
- B22 Siciliansk, Alapins variant (2. c3)
- B23 Siciliansk, Lukket
- B24 Siciliansk, Lukket
- B25 Siciliansk, Lukket
- B26 Siciliansk, Lukket, 6. Le3
- B27 Siciliansk forsvar
- B28 Siciliansk, O'Kelly variant
- B29 Siciliansk, Nimzowitsch-Rubinstein variant
- B30 Siciliansk forsvar
- B31 Siciliansk, Nimzowitsch-Rossolimo angreb (med ...g6, uden ...d6)
- B32 Siciliansk forsvar
- B33 Siciliansk forsvar
- B34 Siciliansk, accelereret fianchetto, afbytningsvariant
- B35 Siciliansk, accelereret fianchetto, moderne variant med Lc4
- B36 Siciliansk, accelereret fianchetto, Maroczy binding
- B37 Siciliansk, accelereret fianchetto, Maroczy binding, 5...Lg7
- B38 Siciliansk, accelereret fianchetto, Maroczy binding, 6. Le3
- B39 Siciliansk, accelereret fianchetto, Breyer variant
- B40 Siciliansk forsvar
- B41 Siciliansk, Kan variant
- B42 Siciliansk, Kan, 5. Ld3
- B43 Siciliansk, Kan, 5. Sc3
- B44 Siciliansk forsvar
- B45 Siciliansk, Taimanov variant
- B46 Siciliansk, Taimanov variant
- B47 Siciliansk, Taimanov (Bastrikov) variant
- B48 Siciliansk, Taimanov variant
- B49 Siciliansk, Taimanov variant
- B50 Siciliansk
- B51 Siciliansk, Canal-Sokolsky (Nimzowitsch-Rossolimo, Moskva) angreb
- B52 Siciliansk, Canal-Sokolsky angreb, 3...Ld7
- B53 Siciliansk, Chekhover variant
- B54 Siciliansk
- B55 Siciliansk, Prins variant, Venedig-angreb
- B56 Siciliansk
- B57 Siciliansk, Sozin (ikke Scheveningen)
- B58 Siciliansk, Klassisk
- B59 Siciliansk, Boleslavsky variant, 7. Sb3
- B60 Siciliansk, Richter-Rauzer
- B61 Siciliansk, Richter-Rauzer, Larsen variant, 7. Dd2
- B62 Siciliansk, Richter-Rauzer, 6...e6
- B63 Siciliansk, Richter-Rauzer, Rauzer angreb
- B64 Siciliansk, Richter-Rauzer, Rauzer angreb, 7...Le7 forsvar, 9.f4
- B65 Siciliansk, Richter-Rauzer, Rauzer angreb, 7...Le7 forsvar, 9...Sxd4
- B66 Siciliansk, Richter-Rauzer, Rauzer angreb, 7...a6
- B67 Siciliansk, Richter-Rauzer, Rauzer angreb, 7...a6 forsvar, 8...Ld7
- B68 Siciliansk, Richter-Rauzer, Rauzer angreb, 7...a6 forsvar, 9...Le7
- B69 Siciliansk, Richter-Rauzer, Rauzer angreb, 7...a6 forsvar, 11.Lxf6
- B70 Siciliansk, Dragevariant
- B71 Siciliansk, Dragevar., Löwenfisch variant
- B72 Siciliansk, Dragevar., 6. Le3
- B73 Siciliansk, Dragevar., klassisk, 8. O-O
- B74 Siciliansk, Dragevar., klassisk, 9. Sb3
- B75 Siciliansk, Dragevar., jugoslavisk angreb
- B76 Siciliansk, Dragevar., jugoslavisk angreb, 7...O-O
- B77 Siciliansk, Dragevar., jugoslavisk angreb, 9. Lc4
- B78 Siciliansk, Dragevar., jugoslavisk angreb, 10. O-O-O
- B79 Siciliansk, Dragevar., jugoslavisk angreb, 12. h4
- B80 Siciliansk, Scheveningen variant
- B81 Siciliansk, Scheveningen, Keres angreb
- B82 Siciliansk, Scheveningen, 6. f4
- B83 Siciliansk, Scheveningen, 6. Le2
- B84 Siciliansk, Scheveningen (Paulsen), klassisk variant
- B85 Siciliansk, Scheveningen, klassisk variant med ...Dc7 and ...Sc6
- B86 Siciliansk, Sozin angreb
- B87 Sozin med ...a6 og ...b5
- B88 Siciliansk, Sozin, Leonhardt variant
- B89 Siciliansk, Sozin, 7. Le3
- B90 Siciliansk, Najdorf
- B91 Siciliansk, Najdorf,  Zagreb (fianchetto) variant
- B92 Siciliansk, Najdorf, Zagreb (fianchetto) variant
- B93 Siciliansk, Najdorf, 6. f4
- B94 Siciliansk, Najdorf, 6. Lg5
- B95 Siciliansk, Najdorf, 6...e6
- B96 Siciliansk, Najdorf, 7. f4
- B97 Siciliansk, Najdorf, 7...Db6
- B98 Siciliansk, Najdorf, 7...Le7
- B99 Siciliansk, Najdorf, 7...Se7 Hovedvariant

## C
- C00 Fransk
- C01 Fransk, afbytningsvariant
- C02 Fransk, fremrykningsvariant
- C03 Fransk, Tarrasch
- C04 Fransk, Tarrasch, Guimard hovedvariant
- C05 Fransk, Tarrasch, lukket variant
- C06 Fransk, Tarrasch, lukket variant, hovedvariant
- C07 Fransk, Tarrasch, åben variant
- C08 Fransk, Tarrasch, åben, 4.exd5 exd5
- C09 Fransk, Tarrasch, åben variant, hovedvariant
- C10 Fransk, Paulsen variant
- C11 Fransk forsvar
- C12 Fransk, MacCutcheon variant
- C13 Fransk, klassisk
- C14 Fransk, klassisk variant
- C15 Fransk, Winawer (Nimzowitsch) variant
- C16 Fransk, Winawer, fremryknings- variant
- C17 Fransk, Winawer, fremryknings-variant
- C18 Fransk, Winawer, fremryknings-variant
- C19 Fransk, Winawer, fremryknings-variant, 6...Se7
- C20 Kongebondespil
- C21 centrumsspil
- C22 centrumsspil
- C23 Løberåbning
- C24 Løberåbning, Berlin forsvar
- C25 Wienerparti
- C26 Wienerparti, Falkbeer variant
- C27 Wienerparti
- C28 Wienerparti
- C29 Wiener gambit, Kaufmann variant
- C30 Kongegambit
- C31 KGD, Falkbeers modgambit
- C32 KGD, Falkbeer, 5. dxe4
- C33 Kongegambit modtaget
- C34 Kongespringer gambit
- C35 KGA, Cunninghams forsvar
- C36 KGA, Abbazia forsvar (Klassisk forsvar, Moderne forsvar)
- C37 KGA, Quaade gambit
- C38 Kongespringer gambit
- C39 Kongespringer gambit
- C40 Kongespringer åbning
- C41 Philidors forsvar
- C42 Petrovs forsvar
- C43 Petrov, moderne (Steinitz) angreb
- C44 Kongebondespil game
- C45 Skotsk
- C46 Trespringerspil
- C47 Firspringerspil, skotsk variant
- C48 Firspringerspil, spansk variant
- C49 Firspringerspil, dobbelt spansk
- C50 Kongebondespil
- C51 Evans gambit
- C52 Evans gambit med 4. ... Lxb4 5. c3 La5
- C53 Giuoco piano
- C54 Giuoco piano
- C55 Tospringer forsvar
- C56 Tospringer forsvar
- C57 Tospringer forsvar
- C58 Tospringer forsvar
- C59 Tospringer forsvar
- C60 Spansk
- C61 Spansk, Bird's forsvar
- C62 Spansk, gammelt Steinitz forsvar
- C63 Spansk, Schliemann forsvar
- C64 Spansk, klassisk (Cordel) forsvar
- C65 Spansk, Berlin forsvar
- C66 Spansk, Berlin forsvar, 4. O-O, d6
- C67 Spansk, Berlin forsvar, åben variant
- C68 Spansk, afbytningsvariant
- C69 Spansk, afbytningsvariant, 5. O-O
- C70 Spansk
- C71 Spansk, moderne Steinitz forsvar
- C72 Spansk, moderne Steinitz forsvar 5.0-0
- C73 Spansk, moderne Steinitz forsvar, Richter variant
- C74 Spansk, moderne Steinitz forsvar
- C75 Spansk, moderne Steinitz forsvar
- C76 Spansk, moderne Steinitz forsvar, fianchetto (Bronstein) variant
- C77 Spansk, Morphy forsvar
- C78 Spansk, 5. O-O
- C79 Spansk, Steinitz forsvar udsat (Russisk forsvar)
- C80 Spansk, åbent (Tarrasch) forsvar
- C81 Spansk, åbent, Howell angreb
- C82 Spansk, åbent, 9. c3
- C83 Spansk, åbent, klassisk forsvar
- C84 Spansk, lukket forsvar
- C85 Spansk, afbytningsvariant dobbelt udsat (DERLD)
- C86 Spansk, Worrall angreb
- C87 Spansk, lukket, Averbach variant
- C88 Spansk, lukket
- C89 Spansk, Marshalls modangreb
- C90 Spansk, lukket (med ...d6)
- C91 Spansk, lukket, 9. d4
- C92 Spansk, lukket, 9. d4
- C93 Spansk, lukket, Smyslov forsvar
- C94 Spansk, Lukket, Breyer forsvar
- C95 Spansk, lukket, Breyer, 10. d4
- C96 Spansk, lukket, 8...Sa5
- C97 Spansk, Lukket, Tschigorin forsvar
- C98 Spansk, Lukket, Tschigorin, 12...Sc6
- C99 Spansk, Lukket, Tschigorin, 12...c5d4

## D
- D00 Dronningebondespil
- D01 Richter-Veresov Angreb
- D02 Dronningebondespil, 2. Sf3
- D03 Torre angreb, Tartakower variant
- D04 Dronningebondespil
- D05 Dronningebondespil, Zukertort variant
- D06 Dronninggambit
- D07 QGD; Tschigorin forsvar
- D08 QGD; Albins modgambit
- D09 QGD; Albins modgambit, 5. g3
- D10 QGD; Slavisk forsvar
- D11 QGD; Slavisk forsvar, 3. Sf3
- D12 QGD; Slavisk forsvar, 4. e3 Lf5
- D13 QGD; Slavisk forsvar, afbytningsvariant
- D14 QGD; Slavisk forsvar, afbytningsvariant
- D15 QGD; Slavisk modtaget, afbytningsvariant, 6. Lf4 Lf5
- D16 QGD; Slavisk modtaget, Alapin variant
- D17 QGD; Slavisk forsvar, tjekkisk forsvar
- D18 QGD; Hollandsk variant
- D19 QGD; Hollandsk variant
- D20 Dronninggambit modtaget
- D21 QGA, 3. Sf3
- D22 QGA; Aljechin forsvar
- D23 Dronninggambit modtaget
- D24 QGA, 4. Sc3
- D25 QGA, 4. e3
- D26 QGA; klassisk variant
- D27 QGA; klassisk variant
- D28 QGA; klassisk variant 7. De2
- D29 QGA; klassisk variant 8...Lb7
- D30 Dronninggambit afslået
- D31 QGD, 3. Sc3
- D32 QGD; Tarrasch forsvar
- D33 QGD; Tarrasch, Schlechter-Rubinstein system
- D34 QGD; Tarrasch, 7...Le7
- D35 QGD; 3...Sf6
- D36 QGD; afbytning, positionsspilsvariant, 6. Dc2
- D37 QGD; 4. Sf3
- D38 QGD; Ragozin variant
- D39 QGD; Ragozin, Wien variant
- D40 QGD; Semi-Tarrasch forsvar
- D41 QGD; Semi-Tarrasch, 5. cd
- D42 QGD; Semi-Tarrasch, 7. Ld3
- D43 QGD; Semi-slavisk forsvar
- D44 QGD; Semi-slavisk 5. Lg5 dc
- D45 QGD; Semi-slavisk 5. e3
- D46 QGD; Semi-slavisk 6. Ld3
- D47 QGD; Semi-slavisk 7. Lc4
- D48 QGD; Meraner, 8...a6
- D49 QGD; Meraner, 11. Sxb5
- D50 QGD; 4. Lg5
- D51 QGD; 4. Lg5 Sbd7
- D52 QGD
- D53 QGD; 4. Lg5 Le7
- D54 QGD; Anti-neo-Ortodoks variant
- D55 QGD; 6. Sf3
- D56 QGD; Laskers forsvar
- D57 QGD; Laskers forsvar, hovedvariant
- D58 QGD; Tartakower (Makagonov-Bondarevsky) system
- D59 QGD; Tartakower (Makagonov-Bondarevsky) system, 8. cd Sxd5
- D60 QGD; Ortodokst forsvar
- D61 QGD; Ortodokst forsvar, Rubinstein variant
- D62 QGD; Ortodokst forsvar, 7. Dc2 c5, 8. cd (Rubinstein)
- D63 QGD; Ortodokst forsvar, 7. Tc1
- D64 QGD; Ortodokst forsvar, Rubinstein angreb (med Tc1)
- D65 QGD; Ortodokst forsvar, Rubinstein angreb, Hovedvariant
- D66 QGD; Ortodokst forsvar, Ld3 varianter
- D67 QGD; Ortodokst forsvar, Ld3 line, Capablancas befrielsesmanøvre
- D68 QGD; Ortodokst forsvar, klassisk variant
- D69 QGD; Ortodokst forsvar, klassisk, 13. dxe5
- D70 Neo-Grünfeld forsvar
- D71 Neo-Grünfeld, 5. cd
- D72 Neo-Grünfeld, 5. cd, hovedvariant
- D73 Neo-Grünfeld, 5. Sf3
- D74 Neo-Grünfeld, 6. cd Sxd5, 7. O-O
- D75 Neo-Grünfeld, 6. cd Sxd5, 7. O-O c5, 8.Sc3
- D76 Neo-Grünfeld, 6. cd Sxd5, 7. O-O Sb6
- D77 Neo-Grünfeld, 6. O-O
- D78 Neo-Grünfeld, 6. O-O c6
- D79 Neo-Grünfeld, 6. O-O, hovedvariant
- D80 Grünfeld forsvar
- D81 Grünfeld; russisk variant
- D82 Grünfeld 4. Lf4
- D83 Grünfeld gambit
- D84 Grünfeld gambit modtaget
- D85 Grünfeld, afbytningsvariant, Nadanian variant
- D86 Grünfeld, afbytning, klassisk variant
- D87 Grünfeld, afbytning, Spassky variant
- D88 Grünfeld, Spassky variant, hovedvariant, 10...cd, 11. cd
- D89 Grünfeld, Spassky variant, hovedvariant, 13. Ld3
- D90 Grünfeld, Trespringervariant
- D91 Grünfeld, Trespringervariant
- D92 Grünfeld, 5. Lf4
- D93 Grünfeld med 5. Lf4 O-O 6. e3
- D94 Grünfeld, 5. e3
- D95 Grünfeld med 5. e3 O-O 6. Db3
- D96 Grünfeld, russisk variant
- D97 Grünfeld, russisk variant med 7. e4
- D98 Grünfeld, russisk, Smyslov variant
- D99 Grünfeld forsvar, Smyslov, hovedvariant

## E
- E00 Dronningebondespil
- E01 Katalansk, lukket
- E02 Katalansk, åbent, 5. Da4
- E03 Katalansk, åbent, Aljechin variant
- E04 Katalansk, åbent, 5. Sf3
- E05 Katalansk, åbent, klassisk linje
- E06 Katalansk, lukket, 5. Sf3
- E07 Katalansk, lukket, 6...Sbd7
- E08 Katalansk, lukket, 7. Dc2
- E09 Katalansk, lukket, hovedvariant
- E10 Dronningebondespil 3. Sf3
- E11 Bogo-indisk forsvar
- E12 Dronningeindisk forsvar
- E13 Dronningeindisk, 4. Sc3, hovedvariant
- E14 Dronningeindisk, 4. e3
- E15 Dronningeindisk, 4. g3
- E16 Dronningeindisk, Capablanca variant
- E17 Dronningeindisk, 5. Lg2 Le7
- E18 Dronningeindisk, gammel hovedvariant, 7. Sc3
- E19 Dronningeindisk, gammel hovedvariant, 9. Dxc3
- E20 Nimzo-indisk forsvar
- E21 Nimzo-indisk, Trespringer- variant
- E22 Nimzo-indisk, Spielmann variant
- E23 Nimzo-indisk, Spielmann, 4...c5, 5. dc Sc6
- E24 Nimzo-indisk, Sämisch variant
- E25 Nimzo-indisk, Sämisch variant, Keres variant
- E26 Nimzo-indisk, Sämisch variant, 4. a3 Lxc3+ 5. bxc3 c5 6. e3
- E27 Nimzo-indisk, Sämisch variant, 5...0-0
- E28 Nimzo-indisk, Sämisch variant, 6. e3
- E29 Nimzo-indisk, Sämisch variant, hovedvariant
- E30 Nimzo-indisk, Leningrad variant
- E31 Nimzo-indisk, Leningrad variant, hovedvariant
- E32 Nimzo-indisk, klassisk variant
- E33 Nimzo-indisk, klassisk variant, 4...Sc6
- E34 Nimzo-indisk, klassisk, Noa variant
- E35 Nimzo-indisk, klassisk, Noa variant, 5. cxd5 exd5
- E36 Nimzo-indisk, klassisk, Noa variant, 5. a3
- E37 Nimzo-indisk, klassisk, Noa variant, Hovedvariant, 7. Dc2
- E38 Nimzo-indisk, klassisk, 4...c5
- E39 Nimzo-indisk, klassisk, Pirc variant
- E40 Nimzo-indisk, 4. e3
- E41 Nimzo-indisk, 4. e3 c5
- E42 Nimzo-indisk, 4. e3 c5, 5. Se2 (Rubinstein)
- E43 Nimzo-indisk, Fischer variant
- E44 Nimzo-indisk, Fischer variant, 5. Se2
- E45 Nimzo-indisk, 4. e3, Bronstein (Byrne) variant
- E46 Nimzo-indisk, 4. e3 O-O
- E47 Nimzo-indisk, 4. e3 O-O, 5.Ld3
- E48 Nimzo-indisk, 4. e3 O-O, 5. Ld3 d5
- E49 Nimzo-indisk, 4. e3, Botvinnik system
- E50 Nimzo-indisk, 4. e3 e8g8, 5. Sf3, uden ...d5
- E51 Nimzo-indisk, 4. e3 e8g8, 5. Sf3 d7d5
- E52 Nimzo-indisk, 4. e3, hovedvariant med ...b6
- E53 Nimzo-indisk, 4. e3, hovedvariant med ...c5
- E54 Nimzo-indisk, 4. e3, Gligoric system med 7...dc
- E55 Nimzo-indisk, 4. e3, Gligoric system, Bronstein variant
- E56 Nimzo-indisk, 4. e3, hovedvariant med 7...Sc6
- E57 Nimzo-indisk, 4. e3, hovedvariant med 8...dxc4 og 9...Lxc4 cxd4
- E58 Nimzo-indisk, 4. e3, hovedvariant med 8...Lxc3
- E59 Nimzo-indisk, 4. e3, hovedvariant
- E60 Kongeindisk forsvar
- E61 Kongeindisk forsvar, 3. Sc3
- E62 Kongeindisk, fianchettovariant
- E63 Kongeindisk, fianchetto, Panno variant
- E64 Kongeindisk, fianchetto, jugoslavisk system
- E65 Kongeindisk, jugoslavisk, 7. O-O
- E66 Kongeindisk, fianchetto, jugoslavisk Panno
- E67 Kongeindisk, fianchetto med ...Sd7
- E68 Kongeindisk, fianchetto, klassisk variant, 8.e4
- E69 Kongeindisk, fianchetto, klassisk hovedvariant
- E70 Kongeindisk, 4. e4
- E71 Kongeindisk, Makagonov system (5. h3)
- E72 Kongeindisk med e4 og g3
- E73 Kongeindisk, 5. Le2
- E74 Kongeindisk, Averbakh, 6...c5
- E75 Kongeindisk, Averbakh, hovedvariant
- E76 Kongeindisk, firbonde-angreb
- E77 Kongeindisk, firbonde-angreb, 6. Le2
- E78 Kongeindisk, firbonde-angreb, med Le2 and Sf3
- E79 Kongeindisk, firbonde-angreb, hovedvariant
- E80 Kongeindisk, Sämisch variant
- E81 Kongeindisk, Sämisch, 5...O-O
- E82 Kongeindisk, Sämisch, dobbeltfianchetto variant
- E83 Kongeindisk, Sämisch, 6...Sc6
- E84 Kongeindisk, Sämisch, Panno hovedvariant
- E85 Kongeindisk, Sämisch, ortodoks variant
- E86 Kongeindisk, Sämisch, ortodoks, 7. Sge2 c6
- E87 Kongeindisk, Sämisch, ortodoks, 7. d5
- E88 Kongeindisk, Sämisch, ortodoks  7. d5 c6
- E89 Kongeindisk, Sämisch, ortodoks hovedvariant
- E90 Kongeindisk, 5. Sf3
- E91 Kongeindisk, 6. Le2
- E92 Kongeindisk, klassisk variant
- E93 Kongeindisk, Petrosjan system, Hovedvariant
- E94 Kongeindisk, ortodoks variant
- E95 Kongeindisk, ortodoks, 7...Nbd7, 8.Re1
- E96 Kongeindisk, ortodoks, 7...Nbd7, Hovedvariant
- E97 Kongeindisk, ortodoks, Aronin-Taimanov variant (jugoslavisk angreb / Mar del Plata variant)
- E98 Kongeindisk, ortodoks, Aronin-Taimanov, 9. Se1
- E99 Kongeindisk, ortodoks, Aronin-Taimanov, hovedvariant